# Malcantone

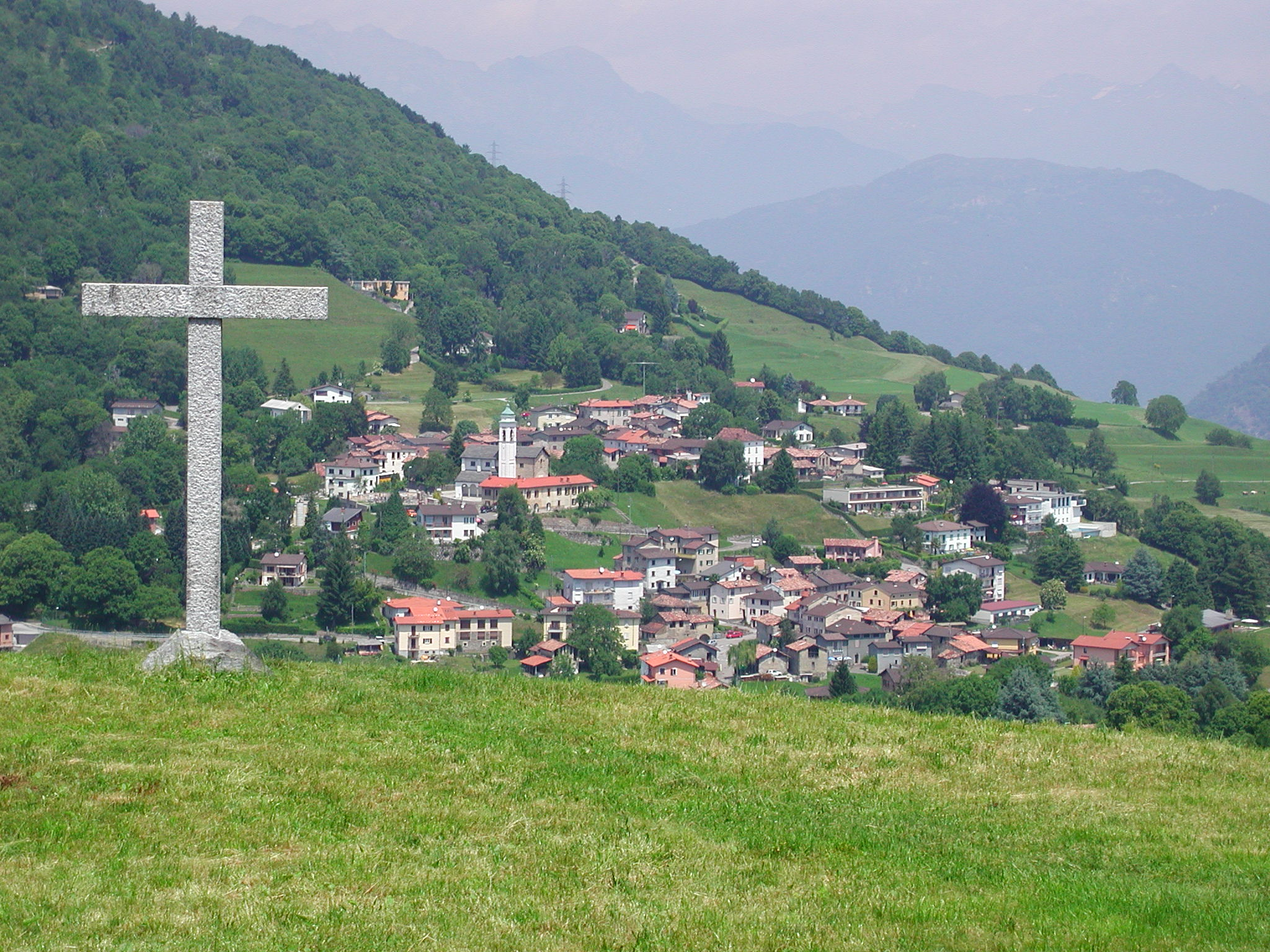
Arosio, commune du Haut-Malcantone.

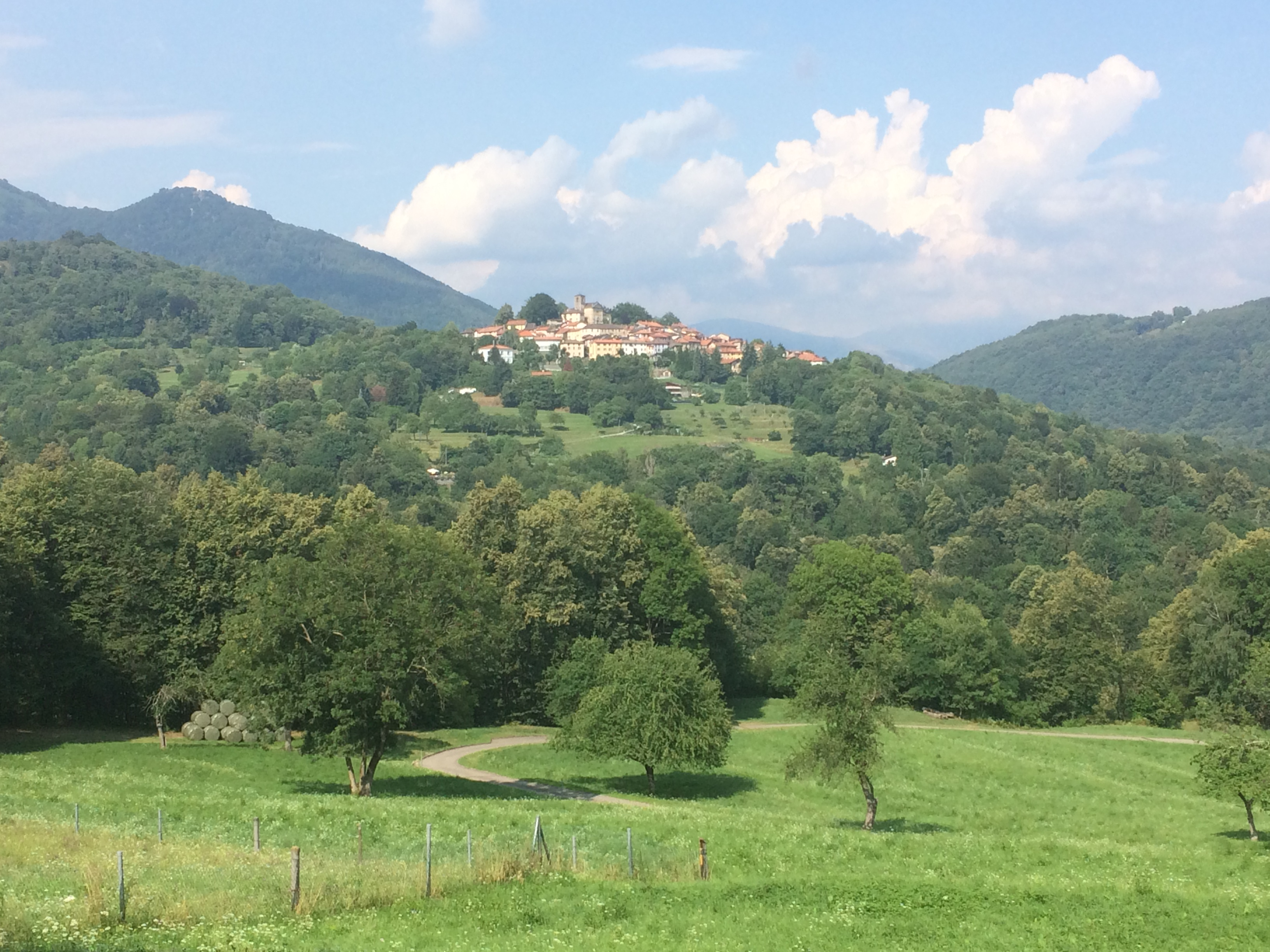
Breno, commune du Haut-Malcantone.

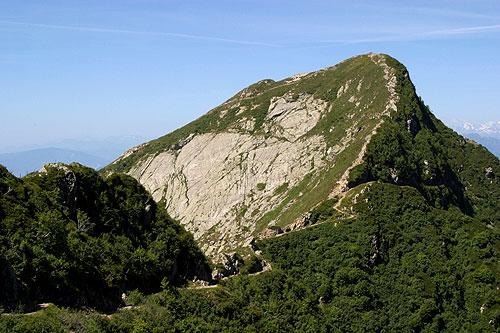
Monte Tamaro.

Le Malcantone (en tessinois Malcanton) est une région du canton du Tessin, délimitée au nord et à l'ouest par les montagnes Tamaro, Gradiccioli, Magno, Poncione Breno et Lema, à l'est par la vallée du Vedeggio, et au sud par le lac de Lugano et la rivière Tresa. La région se divise en trois parties : le bas, le moyen et le haut Malcantone.

## Communes
Listes des 19 communes de la région :
- Agno ;
- Alto Malcantone ;
- Aranno ;
- Astano ;
- Bedigliora ;
- Bioggio ;
- Cademario ;
- Caslano ;
- Croglio ;
- Curio ;
- Magliaso ;
- Miglieglia ;
- Monteggio ;
- Neggio ;
- Novaggio ;
- Ponte Tresa ;
- Pura ;
- Sessa ;
- Vernate.

## Origine du nom
Le nom médiéval de la région, dont la première occurrence apparaît dans un document en 1280, était Vallis Aroxii ou Vallis Arosii, signifiant « Vallée d'Arosio ». Le nom actuel est attesté pour la première fois sous le nom de malus angulus en 1644 dans un rapport de visite épiscopale. La région est alors dénommée Malcantone sur une carte de l'archidiocèse de Milan de la première moitié du XVIIIe siècle.
Le politicien, publiciste et statisticien Stefano Franscini dans une étude parétémologique explique que, au cours du XIXe siècle, la région est très éloignée de l'huissier de justice fédéral résidant à Lugano, de sorte que des crimes (misfatti) sont souvent commis. Les noms locaux du type Malcantón sont courants au Tessin et dans le nord de l'Italie. Dans ce contexte, le scientifique tessinois Ottavio Lurati explique le nom comme évoquant « un coin difficile à atteindre, loin des voies de circulation ».